# Hermann II. (Salm)
Hermann II. von Salm (* 1087; † 1135) war ein Sohn von Hermann von Salm aus dem Hause Salm.
Er erbte die Gebiete in den Ardennen, durch seine Frau erlangte er umfangreiche Besitzungen im Elsass und den Vogesen.
Außerdem bekam er die Burg Pierre-Percée durch das Erbe seiner Ehefrau Agnes von Bar (Mousson), einer  Tochter von Dietrich von Mousson aus dem Haus Scarponnois.
Öfters hielt er sich an der Seite seines Bruders Otto I. von Rheineck auf. Hermann war Vogt des Klosters Senones. Als Hermann starb, gründete die Gattin das Kloster Hauteseille.
Seine Söhne waren:
- Heinrich I. (ca. 1100–1165)
- Dietrich Abt von St. Paul / Verdun
- Hermann III.

sie erbten den Besitz von Hermann II. und teilten ihn. Heinrich I. erhielt die Gebiete im Raum Ösling, Hermann III. die Gebiete im Raum Elsass Saverne. Hermann III. hatte keine Nachkommen, daher teilten die Erben von Heinrich den Besitz erst endgültig.